# Karl Michael von Levetzow
Karl Michael von Levetzow (né le 10 avril 1871 à Dobromilice, mort le 4 octobre 1945 à Mírov) est un librettiste autrichien.

## Biographie
Karl Michael von Levetzow vient de la famille noble du Mecklembourg Levetzow du côté de son père, sa mère appartient à une famille de vieille noblesse allemande de Bohême. Il étudie le droit de 1887 à 1896 à l'université de Vienne. Après avoir passé une année en Amérique du Sud, il devient fonctionnaire et travaille temporairement à Trieste. À Berlin, il travaille à l'Überbrettl, le cabaret d'Ernst von Wolzogen. Les voyages l'emmènent à travers l'Europe, l'Inde et l'Égypte. En 1930, il s'installe en Bohême. Il écrit des livrets pour Eugen d'Albert, Hans Gál, Ottmar Gerster et Armin Kaufmann. Par ailleurs, il publie des aphorismes et des poèmes. Après la fin de la Seconde Guerre mondiale, Levetzow passe par la prison de Mírov, où il meurt.

## Œuvres
- Ruth. Ein Hirtenlied in 5 Bildern in Neuversen. Divak, Mähren 1919
- Scirocco. Oper in 3 Akten . Musique : Eugen d'Albert. Drei Masken-Verlag, Berlin, Munich 1919. Première : 1921 Darmstadt
- Der goldene Pfad. Eine Botschaft der Liebe und Selbstentäußerung  Wiener Literarische Anstalt, Vienne 1921
- Die schwarze Orchidee. Oper in 3 Akten. Musique : Eugen d'Albert. Première : 1928 Leipzig
- Mister Wu. Oper in 3 Akten. Musique : Eugen d'Albert, complété par Leo Blech. Première : 1932 Dresde
- Der goldene Schlüssel. Singspiel  in 3 Akten. Musique : Hannes Sieber, Heyer, Berlin 1933
- Enoch Arden, 1936

## Source de la traduction
- (de) Cet article est partiellement ou en totalité issu de l’article de Wikipédia en allemand intitulé « Karl Michael von Levetzow » (voir la liste des auteurs).